# Ruth St. Denis

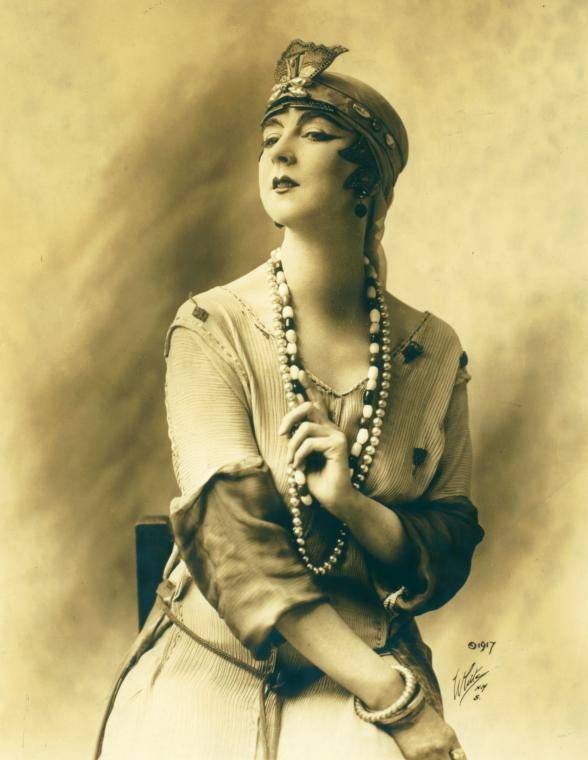
Ruth St. Denis (1917)

Ruth Saint Denis, geborene Ruth Dennis, (* 20. Januar 1879 in Newark, New Jersey; † 21. Juli 1968 in Hollywood, Kalifornien) war eine US-amerikanische Tänzerin, Choreografin und Pädagogin.

## Biographie
Theosophie und Amerikanischer Transzendentalismus prägten Ruth St. Denis bereits in frühen Jahren. Später setzte sie sich auch mit Buddhismus, Christian Science, Vedanta und den Lehren von Léonide Ouspensky (1902–1987) auseinander. Ersten künstlerischen Unterricht bekam sie durch ihre Mutter, die sie nach der Methode von François Delsarte unterrichtete. Dieses Delsarte-System bildete weitgehend die Basis ihrer Tanztechnik. Bei Karl Marwig lernte sie spanischen Tanz, Ballett bei Ernestina Bossi und Spitzentanz bei Marie Bonfanti. Mit 15 Jahren begann sie ihre Laufbahn zunächst als Skirt Dancer in Wjorth's Family Theatre and Museum und trat dann in verschiedenen anderen New Yorker Theatern im Bereich des Vaudeville wechselweise als „spanische Tänzerin“, „Highkicker“ oder als akrobatische Tänzerin auf.
David Belasco engagierte sie im März 1900 für ein Gastspiel seinen Stückes Zaza in London. Sie spielte die nächsten vier Jahre in seinen Produktionen wie Madame Du Barry und The Auctioneer. Ein Zigarettenplakat mit einer Abbildung der Göttin Isis beeindruckte sie nachhaltig und inspirierte sie 1906 zu ihrer ersten Tanzschöpfung Radha, Dance of the five senses, die sie am 28. Januar 1906 im New York Theatre erstmals präsentierte. Im gleichen Jahre entstanden The Incense und The Cobras. Ihr erster und einziger Europa-Aufenthalt begann im Sommer 1906 im Londoner Aldwych Theatre. Auguste Rodin zeichnete sie während ihres Gastspiels im Pariser Théâtre Marigny.

Ruth Saint Denis und ihr Ehemann Ted Shawn

Große Erfolge feierte sie besonders in Berlin (Komische Oper und Wintergarten) und in Wien, wo Hugo von Hofmannsthal über sie seinen Essay Die unvergleichliche Tänzerin veröffentlichte. Am 9. Februar 1908 zeigte sie dort im Ronacher Palast ihre neuen Tänze The Yogi und The Nautch. Im Sommer 1909 kehrte sie nach New York City zurück und unternahm die erste von zahlreichen wiederkehrenden Amerika-Tourneen. 
Ihr abendfüllende Tanzproduktion Egypta wurde am 12. Dezember 1910 im New Amsterdam Theatre in New York uraufgeführt. 1913 schuf sie die japanischen Tanzdramen O-Mika und Bakawali nach Erzählungen von Lafcadio Hearn. 1914 heiratete sie den zehn Jahre jüngeren ehemaligen Theologiestudenten Ted Shawn und gründete mit ihm 1915 in Los Angeles die Denishawn Tanzschule.
Beide verband das Interesse am religiösen Tanz. Eine ihrer gemeinsamen Unternehmungen war Dance Pageant of Egypta, Greece and India (1916). Ihr Einfluss auf den modernen Tanz in Amerika festigte sich nachhaltig durch ihre Schülerinnen Martha Graham, Doris Humphrey und Charles Weidmann. Der Einfluss der Denishawn Schule auf das frühe amerikanische Kino ist unverkennbar. Fast alle Studios in Hollywood sandten ihre Stars zu Denishawn. Ruth choreographierte u. a. persönlich die babylonischen Tänze in David Wark Griffiths Monumentalfilm Intolerance (1916).
Mit ihrem Ensemble unternahmen beide 1925/26 eine große Tournee in den Fernen Osten. Neben den Gruppenstücken kreierte Ruth weiterhin Solotänze wie The Spirit Of The Sea, White Jade, Angkor-Vat. Nach der Auflösung von Denishawn (1931) wurden Madonnendarstellungen wie Masque of Mary (1934) ihr Thema. Sie veröffentlichte 1932 ihren Gedichtband Lotus Light und 1939 erschien ihre Biografie An Unfinished Life.
Zusammen mit La Meri (Russel Meriwether Hughes) gründete St. Denis ihre – dem orientalischen Tanz verpflichtete – School of Natya. Der Tanzkritiker Walter Terry bezeichnete Ruth als „the first lady of American Dance“.
1942 zog sie nach Hollywood. In den 40er und 50er Jahren filmte Phillip Baribault mehrere Tänze. Ihre letzte Vorstellung gab sie im Mai 1966 mit Incense im Orange Coast College in Kalifornien. Sie starb am 21. Juli 1968 in Hollywood.

## Ruth St. Denis in Deutschland

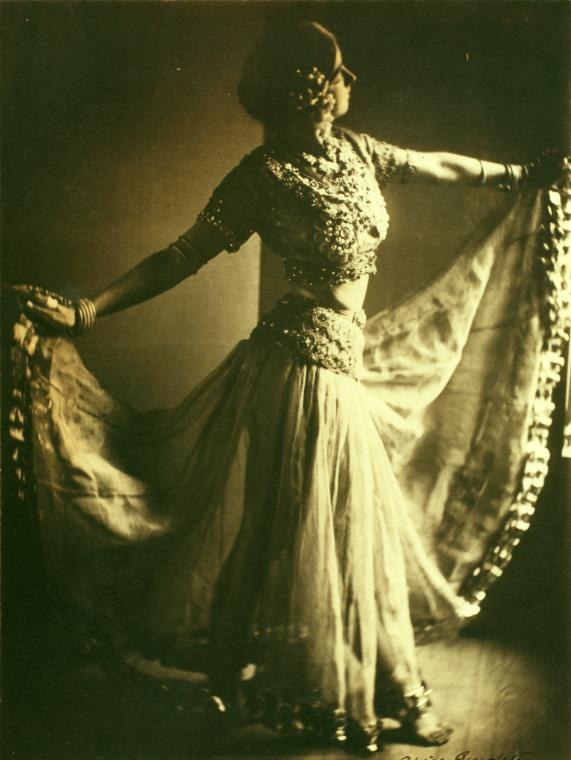
Ruth St. Denis in Radha, um 1904/05

Im Verlauf ihrer Europa-Tournee (1906 bis 1909) reiste Ruth St. Denis im Oktober 1906 von Paris nach Berlin. Mit ihren Choreografien Radha, The Incense und The Cobras trat sie bis Mitte November an der Komischen Oper und danach im Wintergarten-Varieté auf. Besondere Inspiration schöpfte sie aus den Begegnungen und Gesprächen mit den namhaftesten Künstlern und Intellektuellen der damaligen Zeit: unter anderem mit Hugo von Hofmannsthal, Harry Graf Kessler, Max Reinhardt, Gerhart Hauptmann und Ludwig von Hofmann. Der Kunstmäzen Harry Graf Kessler hatte Ruth St. Denis mit seinem Freund Hofmannsthal und mit Max Reinhardt, dem damaligen Intendanten des Deutschen Theaters, bekannt gemacht. Reinhardt plante, Ruth St. Denis für den „Tanz der sieben Schleier“ in Oscar Wildes Drama Salome zu besetzen und ein eigens für sie geschriebenes Stück herauszubringen. Dieses Stück sollte Gerhart Hauptmann schreiben. Zwar kamen beide Inszenierungen nicht zustande. Doch in der Anerkennung, die man ihren Choreografien entgegenbrachte, fand sie Selbstbewusstsein und Bestätigung:

„Was ich tat, wurde aus objektiver Perspektive betrachtet. Mein Tanz wurde gegen die anderen Künste aufgewogen, sein Verhältnis zu Philosophie, Dichtung, Malerei und Bildhauerei wurde geprüft und ausgewertet, sein Einfluss auf alle diese Künste wurde diskutiert. Das war eine tiefe Offenbarung einer neuen Einstellung der Kunst wie auch mir selbst gegenüber, und ich glaube, ich war niemals so glücklich wie in diesen ersten Tagen in Deutschland.“

Orientalische Themen und Motive, wie sie Ruth St. Denis in Szene setzte, waren damals äußerst beliebt. Gleichfalls kam sie mit ihren Auftritten der stereotypen Männerfantasie der „Orientalin“ entgegen. Man schrieb ihr sowohl erotische Ausstrahlung als auch religiöse Anmut zu. Beispielsweise notierte Harry Graf Kessler:

„[S]ie ist die Bayadere, in der bloß die beiden Pole: Tierschönheit und Mystik ohne jede Zwischenskala geistiger oder sentimentaler Töne vorhanden sind, geschlechtslose Gottheit und bloß geschlechtliches Weib, der Kontrast in der höchsten Potenz beide Wirkungen auslösend.“

Ruth St. Denis reiste Mitte Dezember 1906 nach Prag und dann nach Warschau und Wien weiter. Schon im Februar 1907 kehrte sie nach Deutschland zurück und absolvierte bis zum Jahresende Auftritte kreuz und quer durchs Land. Auch 1908 folgten neben Stationen in Österreich, Monte Carlo und London Engagements in München oder Berlin. Zum Jahreswechsel 1908/09 bot man ihr in Weimar eine eigene Tanzschule und damit eine dauerhafte Perspektive an. Doch sie zog es wieder in die USA:

„Ich wusste, dass ein eigenes Theater die Erfüllung all meiner Träume bedeutete. Ich wäre in der Lage, die rituellen Dramen zu verwirklichen, über die ich nachdachte. Ich könnte mich beruflich sicher fühlen. Aber unter meinem ganzen Interesse für andere Kulturen und andere Völker war ich zutiefst patriotisch und fühlte, dass sich mein Leben […] in Amerika entfalten und gelebt werden sollte.“

Im Oktober 1909 kehrte Ruth St. Denis wieder nach New York zurück. Zwar besuchte sie Deutschland nie wieder, ließ sich jedoch in schwierigen Situationen ihres späteren Lebens von den Erinnerungen an ihre hiesigen Erfolge beherrschen. So dachte sie Ende der Zwanzigerjahre an eine erneute Deutschland-Tournee. Ihre Ehe mit Ted Shawn befand sich damals in einer Krise. Auch die Finanzierung ihres gemeinsamen Tanzzentrums Denishawn stand auf tönernen Füßen.
Anfang des Jahres 1928 ließ sie in der New Yorker Presse publik machen, dass sie im Herbst 1928 nach Europa aufbrechen würde. Sie hoffte auf ähnliche Bestätigung wie zu Beginn ihrer Karriere, doch die deutsche Kunstszene hatte sich verändert. Ruth St. Denis wusste zwar um die stilistischen und konzeptionellen Tendenzen des Ausdruckstanzes zur Zeit der Weimarer Republik. Doch sie fand keinen wirklichen Zugang zum Kunstschaffen Mary Wigmans, Gret Paluccas oder Rudolf von Labans. Ihre Pläne einer zweiten Deutschland-Tournee zerschlugen sich ohnehin.

## Choreografien (Auswahl, chronologisch)

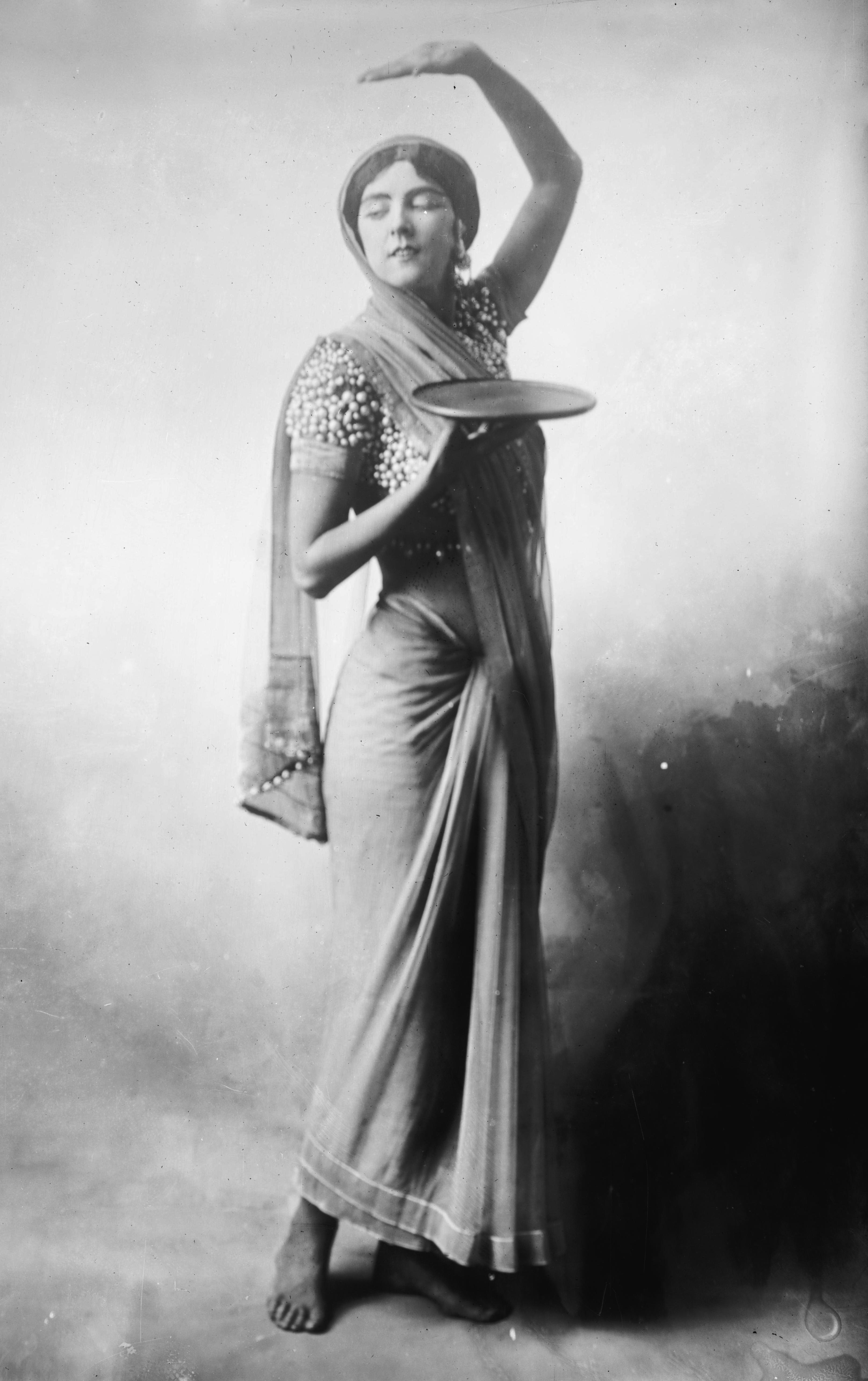
Ruth St. Denis in The Incense

- Radha. The Mystic Dance of the Five Senses: Uraufführung am 28. Januar 1906; New York Theatre, New York; Musik: Léo Delibes
- The Incense: Uraufführung am 22. März 1906; Hudson Theatre, New York; Musik: Harvey Worthington Loomis
- The Cobras: Uraufführung am 26. März 1906; Hudson Theatre, New York; Musik: Léo Delibes
- Egypta: Uraufführung: 12. Dezember 1910; New Amsterdam Theatre, New York; Musik: Walter Meyrowitz
- The Legend of the Peacock: Uraufführung am 27. Juni 1914; Ravinia Park, Chicago; Musik: Edmund Roth
- Tillers of the Soil: Uraufführung am 29. Juli 1916; Greek Theatre, University of California/Berkeley; Musik: Walter Meyrowitz
- Brahms Waltz: Uraufführung am 17. April 1922; Academy of Music, Lynchburg; Musik: Johannes Brahms
- Liebestraum: Uraufführung am 17. April 1922; Academy of Music, Lynchburg; Musik: Franz Liszt
- Ishtar of the Seven Gates: Uraufführung am 15. Oktober 1923; Apollo Theatre, Atlantic City/New Jersey; Musik: Charles Tomlinson Griffes (Arrangement: Louis Horst)
- The Spirit of the Sea: Uraufführung am 15. Oktober 1923; Apollo Theatre, Atlantic City/New Jersey; Musik: R. S. Stoughton
- Masque of Mary (Color Study of the Madonna): Uraufführung zu Weihnachten 1934; Rutgers Presbyterian Church, New York; Musikarrangement: Sol Cohen

## Schriften von Ruth St. Denis
- Weisheit kommt tanzend. Tanz, Spiritualität und Körper. Ausgewählte Schriften herausgegeben und mit einem Vorwort versehen von Kamae A. Miller sowie mit einem Essay von Hugo von Hofmannsthal. Santiago Verlag, Goch 2002, ISBN 3-9806468-7-4.
- Ballet of the States. In: Dance Chronicle. Studies in Dance and the Related Arts. 20. Jahrgang, Nummer 1/1997, S. 52–60.
- Dance as spiritual expression. In: Frederick Rand Rogers (Hrsg.): Dance: A Basic Educational Technique. A Functional Approach to the Use of Rhythmics and Dance as Prime Methods of Body Development and Control, and Transformation of Moral and Social Behaviour. Dance Horizons Inc., New York 1980, S. 100–111, ISBN 978-0-8712-7108-2.
- The Dance as Life Experience. In: Jean Morrison Brown (Hrsg.): The  Vision of Modern Dance. Princeton Book Company, Princeton/New Jersey 1979, S. 21–25, ISBN 978-0-9166-2213-8.
- Religious Manifestations in the Dance. In: Walter Sorell (Hrsg.): The Dance has many Faces. Columbia University Press, New York/London 1968, S. 12–18, ISBN 978-0-2310-2968-1.
- An Unfinished Life. An Autobiography. Harper & Brothers, New York 1939.
- Lotus Light. Poems. Boston/New York 1932.

## Sekundärliteratur
- Susan Brady (Hrsg.): After the dance. Documents of Ruth Saint Denis and Ted Shawn, Theatre Library Assoc., New York 1996, ISBN 0-932610-17-X.
- Jane Desmond: Dancing Out the Difference: Cultural Imperialism and Ruth St. Denis’s Radha of 1906. In: Ann Dils, Ann Cooper Albright (Hrsg.): Moving History, Dancing Cultures. A Dance History Reader. Wesleyan University Press, Wesleyan 2001, S. 256–270, ISBN 978-0-8195-6413-9.
- Kimerer L. LaMothe: Passionate Madonna: The Christian Turn of American Dancer Ruth St. Denis. In: Journal of the American Academy of Religion. 66. Jahrgang/Nummer 4, Winter 1998, S. 747–769.
- Sandra Meinzenbach: „Tanz ist eine Sprache und eine Schrift des Göttlichen ...“: Kunst und Leben der Ruth St. Denis. Florian Noetzel Verlag, Wilhelmshaven 2013, ISBN 978-3-7959-0934-5.
- Sandra Meinzenbach: „Art, Religion, and Love: What a Glorious and Divergent Trinity!“ – Ruth St. Denis. In: Neue alte Weiblichkeit. Frauenbilder und Kunstkonzepte im Freien Tanz: Loïe Fuller, Isadora Duncan und Ruth St. Denis zwischen 1891 und 1934. Tectum, Marburg 2010, S. 223–298, ISBN 978-3-8288-2077-7.
- Brygida M. Ochaim, Claudia Balk: Varieté-Tänzerinnen um 1900. Vom Sinnenrausch zur Tanzmoderne, Ausstellung des Deutschen Theatermuseums München 23. Oktober 1998–17. Januar 1999., Stroemfeld, Frankfurt/M. 1998, ISBN 3-87877-745-0.
- Christena L. Schlundt: Into the Mystic with Miss Ruth. Dance Perspectives 46. Marcel Dekker Verlag, New York 1971.
- Christena L. Schlundt: The Professional Appearances of Ruth St. Denis and Ted Shawn. A Chronology and an Index of Dances 1906-1932. Literary Licensing (LLC), New York 1962, ISBN 978-1-2586-3519-0.
- Katja Schneider: Der göttliche Tanz – Die Auftritte der Ruth St. Denis. In: Friedrich Reininghaus, Katja Schneider (Hrsg.): Experimentelles Musik- und Tanztheater (Handbuch der Musik im 20. Jahrhundert: Band 7). Laaber-Verlag, Laaber 2004, S. 28–30, ISBN 3-89007-427-8.
- Suzanne Shelton: Divine Dancer. A Biography of Ruth St. Denis. Doubleday & Company, Garden City/New York 1981, ISBN 978-0-3851-4159-8.
- Jane Sherman, Christena L. Schlundt: Who’s St. Denis? What Is She? In: Dance Chronicle. Studies in Dance and the Related Arts. 10. Jahrgang, Nummer 3/1987, S. 305–329.
- Walter Terry: Miss Ruth. The „More Living Life“ of Ruth St. Denis. Dodd, Mead & Company, New York 1969, ISBN 978-0-3960-8437-2.
- Walter Terry: The Legacy of Isadora Duncan and Ruth St. Denis. Dance Perspectives 5. Marcel Dekker Verlag, New York 1960.
- Helmut Zander: KörperReligion. Ausdruckstanz um 1900: Loïe Fuller, Isadora Duncan, Ruth St. Denis. In: Volker Drehsen, Wilhelm Gräb, Dietrich Korsch (Hrsg.): Protestantismus und Ästhetik. Religionskulturelle Transformationen am Beginn des 20. Jahrhunderts. Gütersloher Verlagshaus, Gütersloh 2001, S. 197–232, ISBN 3-579-05347-7.